# Haken Continuum

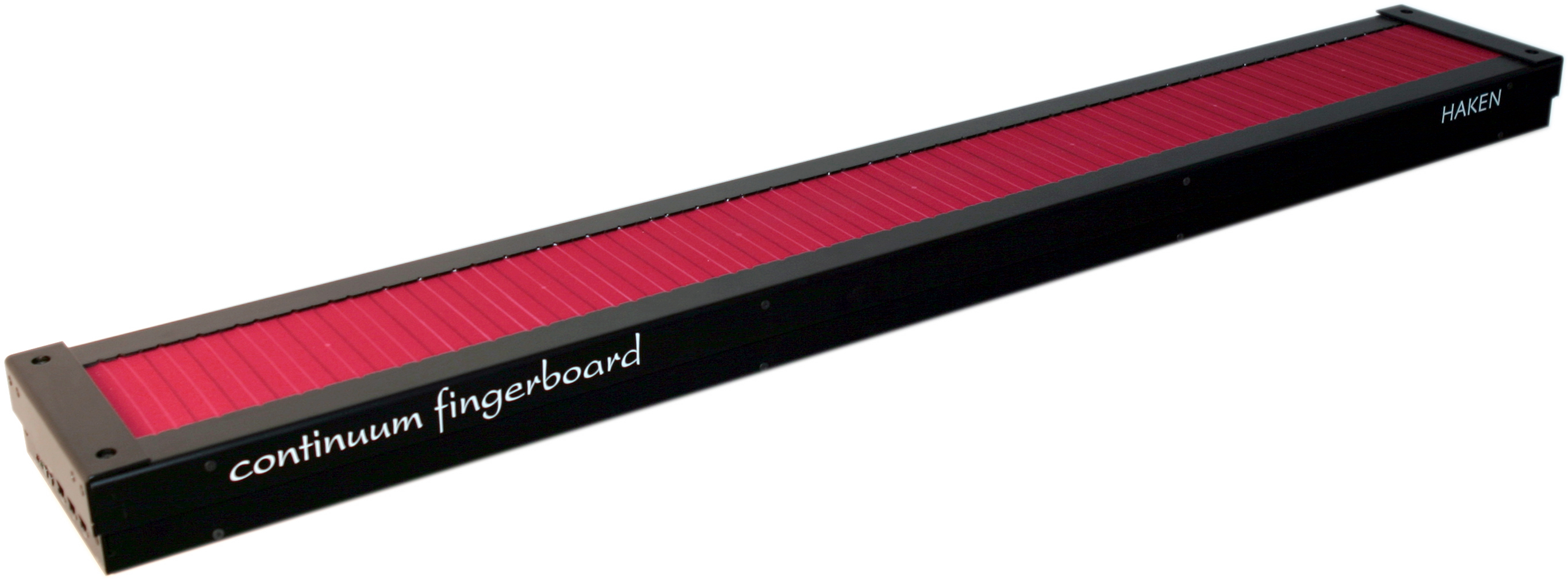
Het Continuum Fingerboard

Het Continuum Fingerboard of Haken Continuum is een elektronisch muziekinstrument ontwikkeld door Lippold Haken, een hoogleraar Elektriciteit en Informatica aan de Universiteit van Illinois. Het apparaat wordt verkocht door Haken Audio, dat gevestigd is in Champaign (Illinois).
Het Continuum genereert zelf geen geluid. In plaats daarvan wordt het aangesloten op een geluidsbron die in staat is om MIDI-input te ontvangen, bijvoorbeeld een synthesizer-module.

## Beschrijving
Technisch gezien is het Continuum een MIDI-controller. Het Continuum is uitgerust met een aanraakgevoelig neopreen oppervlak dat ongeveer 19 cm hoog is. Het Continuum is verkrijgbaar in twee versies. Bij de volledige versie het het aanraakgevoelige oppervlak 137 cm lang, en bij de uitvoering in halve grootte is het 72 cm lang. Het volledige instrument heeft een bereik van 7,8 octaven, de halve uitvoering heeft een bereik van 3,9 octaven. De reactiesnelheid van het instrument is 1,33 milliseconden. Sensoren op het aanraakgevoelige oppervlak reageren op de positionering van de vingers en registreren ook druk. Het oppervlak heeft een nauwkeurigheid van 1 cent, waardoor de toon constant bijgesteld kan worden. Dit zorgt ervoor dat er ook noten gebogen kunnen worden en dat er vibrato gebruikt kan worden.

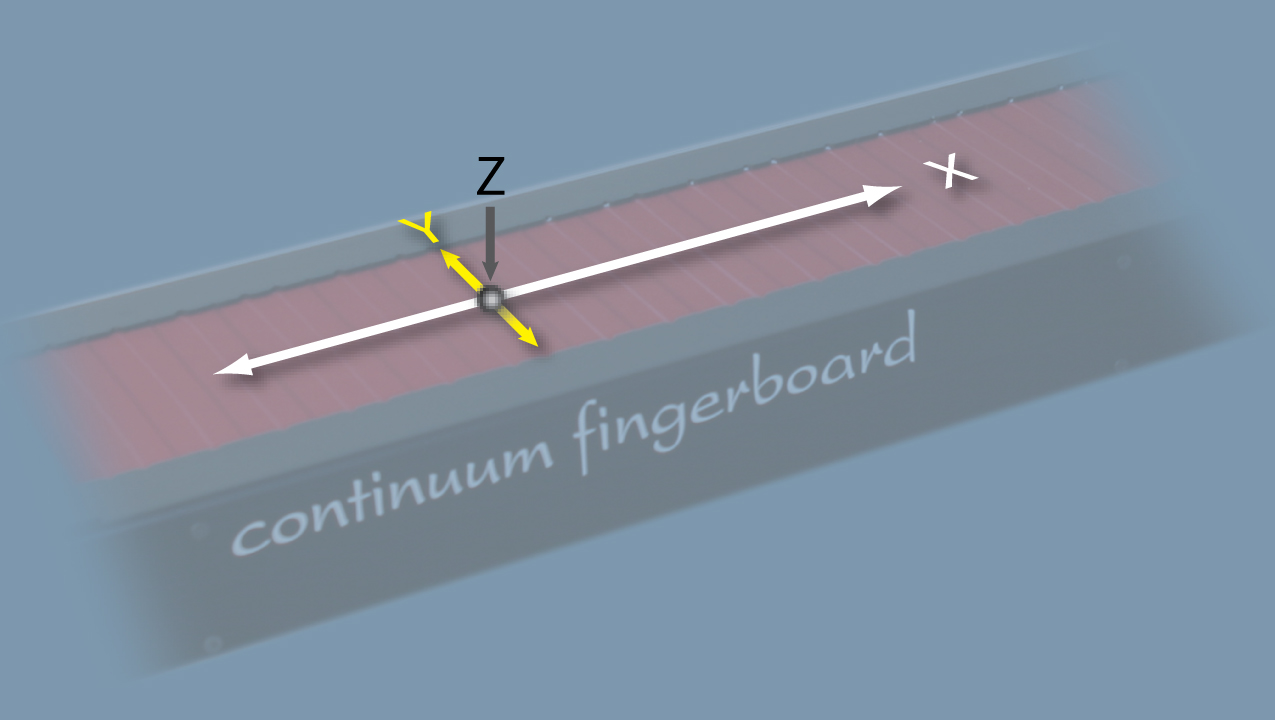
Een illustratie van de assen op het Continuum

Het Continuum biedt nog twee parameters voor het geluid: de druk van de vingers en de verticale positie van de vingers. Deze worden als MIDI-waarde doorgegeven. De parameters kunnen gebruikt worden om het geluid nog rijker te maken. De functies zijn onafhankelijk te programmeren. Het Continuum is polyfoon, er kunnen 16 noten tegelijk aangeslagen worden.

## Continuumspelers
De bekendste bespeler van het Continuum in de moderne muziek is waarschijnlijk de toetsenist van de band Dream Theater, Jordan Rudess. Het instrument is te horen in "Octavarium" en "Sacrificed Sons" van het album Octavarium, in "Raise the Knife" van het live-album Score, aan het eind van het nummer "The Dark Eternal Night" en in het refrein uit "Constant Motion" van het album Systematic Chaos uit 2007.
Rudess speelde ook het Continuum bij zijn gastoptreden in verschillende nummers van John-Luke Addison (in het nummer "Unimaginable Charismatics", van het album Multiple Valences) en Behold... The Arctopus (op "Transient Exuberance", van Skullgrid).
Het Continuum werd ook gebruikt door John Williams voor zijn muziek voor de film Indiana Jones and the Kingdom of the Crystal Skull.
A.R. Rahman gebruikte het Continuum in het nummer "Rehna Tu" uit de film Delhi 6.

### Artiesten die het Continuum Fingerboard gebruiken
- Jordan Rudess (Dream Theater)
- A.R. Rahman[4]
- John Paul Jones (Voormalig lid van Led Zeppelin)
- Terry Lawless
- Randy Kerber[5]
- John Williams
- Chris Szalacha
- Amon Tobin

## Verwijzingen
1. ↑  Dr. Lippold Haken. Geraadpleegd op 6 april 2008.
2. ↑  Haken Audio. Gearchiveerd op 6 juli 2008. Geraadpleegd op 6 april 2008.
3. ↑  Eichmann, Lauren, "Indiana Jones and the incredible Continuum Fingerboard", ECE Illinois, 21 mei 2008. Geraadpleegd op 21 mei 2008.
4. ↑  Eichmann, Lauren, "ECE Professor’s instrument featured on world-renowned musician’s tour", ECE Illinois, 13 juni 2007. Geraadpleegd op 6 april 2008.
5. ↑  Kim, Peter, "'Indiana Jones' movie to use professor's musical invention", DailyIllini.com, 5 maart 2008. Gearchiveerd op 7 maart 2008. Geraadpleegd op 6 april 2008.